# Längbro landskommun
Längbro landskommun var en tidigare kommun i Örebro län.

## Administrativ historik
Den bildades då 1862 års kommunalförordningar trädde i kraft, i Längbro socken i Örebro härad i Närke.

### Inkorporering i Örebro stad
Längbro landskommun inkorporerades under åren 1875-1937 till största delen i Örebro stad. Enklaven norr om Hemfjärden fördes dock till Rinkaby landskommun . Den nuvarande Längbro församling motsvarar inte den ursprungliga socknen. Inkorporeringarna skedde enligt följande:
- 1875 - Norra Smedjebacken (inklusive dagens Choisie-område), Örebro kvarn, alla holmar vid Örebro slott inklusive själva Slottsholmen och Varboholmen, Husarstallets tomt, Arbetshusets tomt, tomten för Husarernas kanslihus och ridhus, fängelsetomten, samt Karolinska läroverkets tomt.
- 1896 - Södra delen av Alnängarna, d.v.s. området norr om Svartån, som begränsas av Fredsgatan, Skolgatan och Grev Rosengatan, innefattande Stora Holmen och tomten för nuvarande Universitetssjukhuset.
- 1903 - Västra Mark, och ett område som begränsas av Markgatan, Ekersgatan, Lundbygatan, Trängkårsvägen, samt järnvägen Örebro - Frövi.
- 1906 - Myrö utjord, dagens Örnsro.
- 1937 - Återstoden av Längbro landskommun fördes till Örebro stad, inklusive norra delen av Alnängarna och Rynninge. Ulriksbergs-enklaven fördes dock till Rinkaby landskommun.

### Fotnoter
1. ↑  Andersson, Per (1993). Sveriges kommunindelning 1863–1993. Mjölby: Draking. Libris 7766806. ISBN 91-87784-05-X